# Cauarana
Cauarana is een kevergeslacht uit de familie van de boktorren (Cerambycidae). De wetenschappelijke naam van het geslacht werd voor het eerst geldig gepubliceerd in 1974 door Lane.

## Soorten
Cauarana is monotypisch en omvat slechts de volgende soort:
- Cauarana iheringi (Gounelle, 1910)